# Lord-lieutenant du Humberside
Ceci est une liste de personnes qui ont servi comme Lord Lieutenants du Humberside.
L'office a été créé le 1er avril 1974 et supprimé le 31 mars 1996.
En 1996 le Lord Lieutenant du East Riding of Yorkshire a été restauré, couvrant ce qui était le nord du Humberside. La partie méridionale a été cédée de nouveau au Lord Lieutenant du Lincolnshire.

## Lord Lieutenants du Humberside 1974-1996
- Charles Wood, 2e Comte de Halifax 1er avril 1974 – 19 mars 1980 (anciennement Lord Lieutenant du East Riding of Yorkshire)[1]
- Rupert Alexander Alec-Smith 4 juillet 1980 – 18 octobre 1983[2]
- Richard Anthony Bethell 18 octobre 1983 – 1er avril 1996[3]